# Rękawice MMA

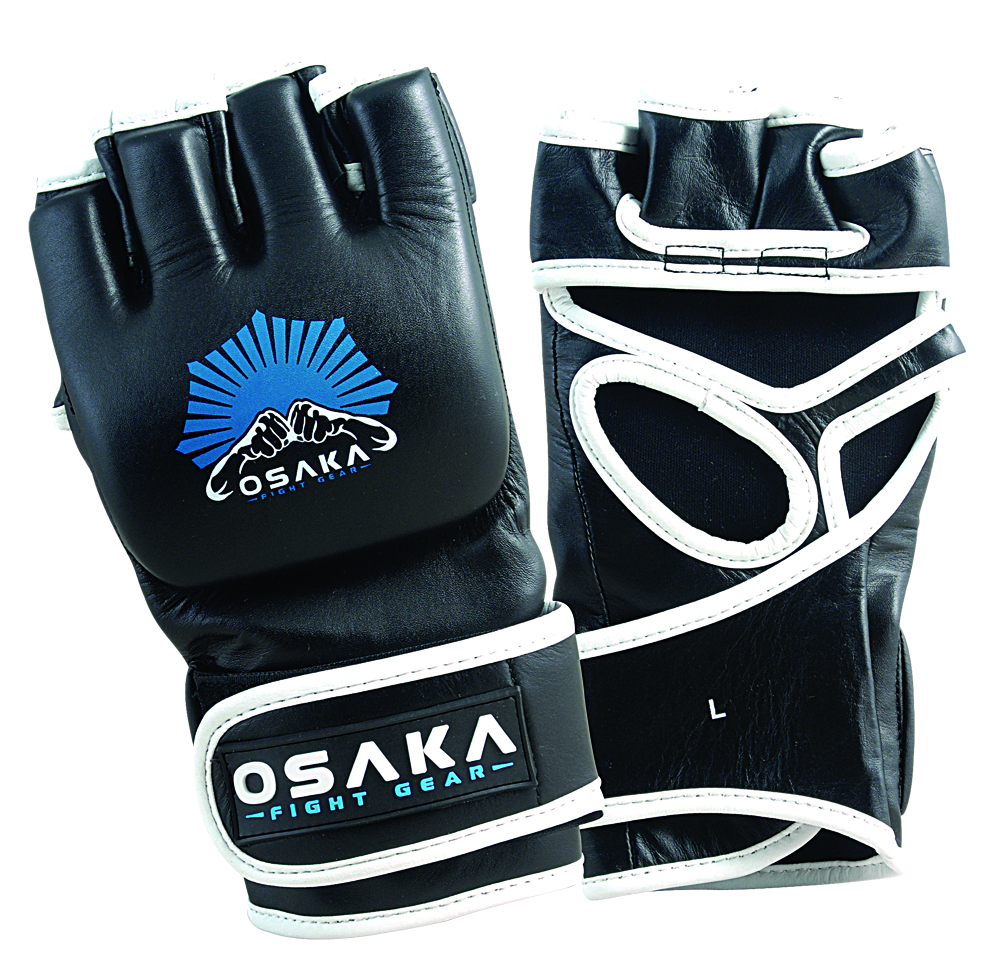
Rękawice MMA

Rękawice MMA lub rękawice chwytne - rękawice sportowe używane głównie w MMA oraz dyscyplinach pokrewnych m.in. grapplingu, krav madze lub sambo. Poza możliwością zadawania w nich ciosów pięściami, umożliwiają również chwytanie gdyż mają odsłonięte palce - jest to kluczowe przy zakładaniu wszelkiego rodzaju dźwigni i duszeń oraz przy rzutach i obaleniach zapaśniczych. 
Rękawice MMA są o wiele mniejsze i lżejsze od typowych rękawic bokserskich, przykładowo rozmiary rękawic bokserskich dla osób dorosłych zaczynają się od 10 uncji, a kończą się na 16 uncjach, w MMA zakres jest o wiele mniejszy - od 4 do 6 uncji. Przeważnie są wykonywane z syntetycznej oraz zwierzęcej (bydlęcej) skóry. Posiadają dobrą wentylację gdyż wewnętrzna część dłoni jest odsłonięta.

## Historia

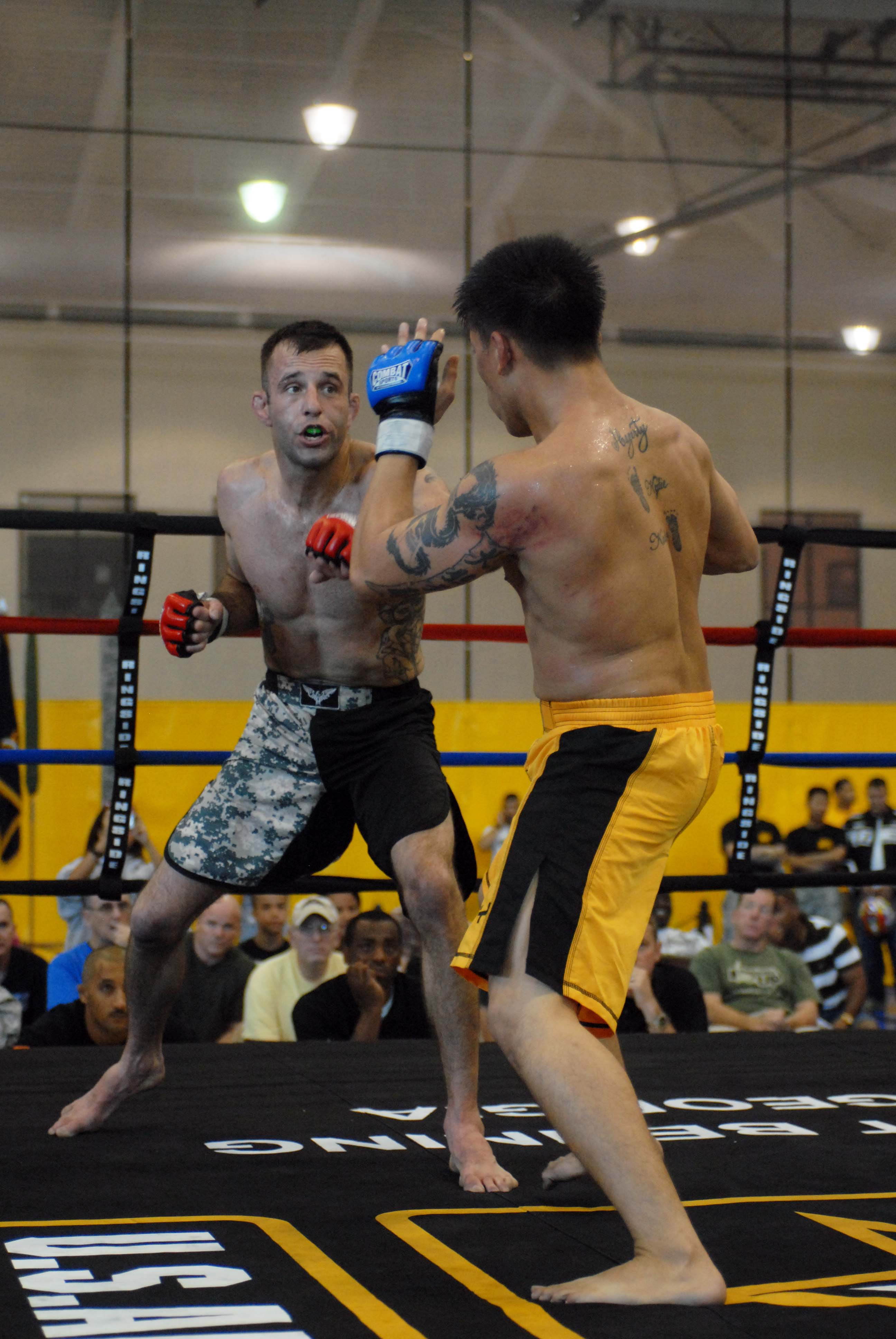
Zawodnicy walczący w rękawicach MMA

Pierwsze rękawice ochraniające dłonie lecz mające odsłonięte palce pojawiły się pod koniec lat 80 na japońskich galach Shooto, gdzie toczono walki w formule shoot-wrestlingu (pojedynki zapaśnicze z dozwolonymi ciosami). W Stanach Zjednoczonych jako jeden z pierwszych zawodników który używał tego typu rękawic był David "Tank" Abbott walczący na pierwszych galach UFC na początku lat 90. Od 1997 obowiązkowe stało się w UFC toczenie walk w rękawicach, a do końca roku praktycznie w całym kraju. W Polsce pierwszy oficjalny pojedynek MMA odbył się w 2002 roku, a zawodnicy mieli na sobie chwytne rękawice.

## Ochrona
Chronią dłonie głównie przed zadrapaniami, przetarciami oraz kontuzjami takimi jak złamania śródręcza. Posiadają stabilizator przy rzepie na nadgarstek by zmniejszyć jego obciążenie przy uderzeniach. Istnieją również rękawice posiadającą grubszą budowę co przekłada się na zwiększoną ochronę dłoni oraz mają zabezpieczone od zewnątrz palce (z drugiej strony nadal są odsłonięte by móc chwytać). Rękawice te mają też na celu ograniczyć obrażenia (rozcięcia skóry) zadawane rywalowi w walce, taki typ rękawic często jest stosowany na wszelkiego rodzaju zawodach amatorskich MMA, dyscyplinach pokrewnych lub na treningach.

## Kontuzje
Mimo stosunkowo dobrych parametrów ochronnych to w porównaniu do bokserskich użytkownik tychże rękawic jest bardziej narażony na kontuzję głównie złamania/zwichnięcia palców oraz nadgarstka.